# Les Abrets
Les Abrets este o comună în departamentul Isère din sud-estul Franței. În 2009 avea o populație de 4.499 de locuitori.

## Evoluția populației
| An        | 1975  | 1982  | 1990  | 1999  | 2006  | 2009  |
| --------- | ----- | ----- | ----- | ----- | ----- | ----- |
| Populație | 1.772 | 2.217 | 2.995 | 3.809 | 4.309 | 4.499 |